# Piotr Indyk
Piotr Indyk é um cientista da computação polonês-estadunidense, professor do MIT Computer Science and Artificial Intelligence Laboratory do Instituto de Tecnologia de Massachusetts (MIT).
Indyk obteve em 1995 o bacharelado em informática na Universidade de Varsóvia, com um doutorado em 2000 na Universidade Stanford, orientado por Rajeev Motwani, com a tese High-dimensional computational geometry. Trabalha desde 2000 no MIT.
Piotr Indyk é conhecido dentre outros por suas contribuições para a função hash.
Recebeu o Prêmio Paris Kanellakis de 2012, juntamente com Andrei Broder e Moses Charikar.

## Publicações
- Nearest Neighbors in high dimensional spaces, CRC Handbook of Discrete and Computational Geometry 2003
- mit Alexandr Andoni Near-Optimal Hashing Algorithms for Approximate Nearest Neighbor in High Dimensions, Communications of the ACM, Volume 51, 2008, p. 117–122.